# Mesedra subsequa
Mesedra subsequa är en fjärilsart som beskrevs av W. Warren 1904. Mesedra subsequa ingår i släktet Mesedra och familjen mätare. Inga underarter finns listade i Catalogue of Life.